# Nakléřovská výšina
Nakléřovská výšina (německy Nollendorfer Höhe) je hora ve východní části Krušných hor vysoká 703 m n. m.

## Historie
Okolo Nakléřovské výšiny přitáhl 30. srpna 1813 pruský generál Kleist k bitvě u Chlumce. Jeho vojsko prošlo vsí Nakléřov a uzavřelo napoleonskou armádu vedenou generálem Vandammem. Připomínkou Kleistova vítězství je pomník z roku 1913 stojící při silnici 248 z Nakléřova do Telnice.

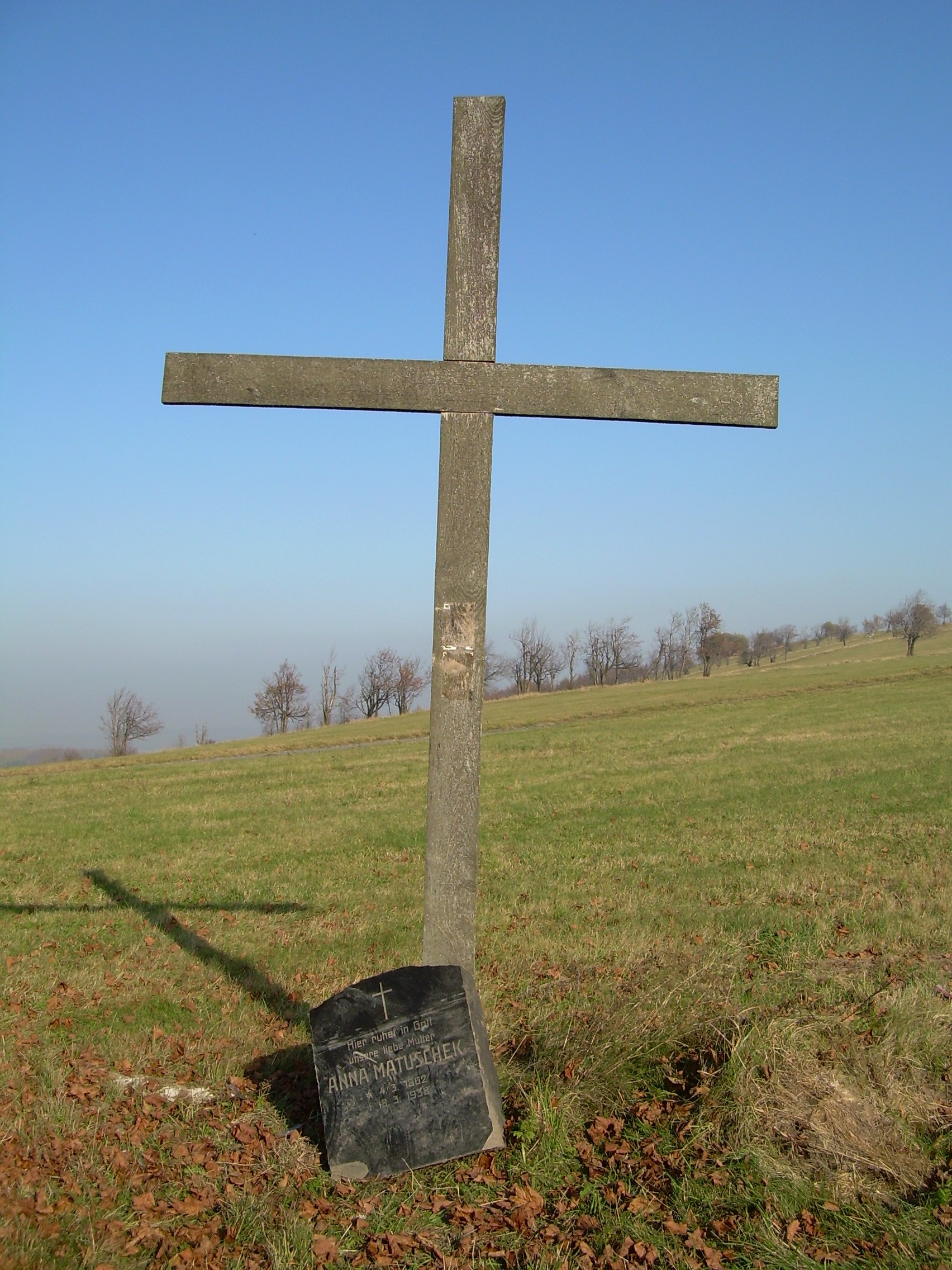
Na místě zbořeného kostela Sv. Josefa byl koncem 20. stol. vztyčen kříž

Napoleon se s porážkou a zajetím Vandamma nesmířil, ve snaze pokořit Českou armádu vtrhl 17. září Nakléřovským průsmykem naposledy do Čech. Z věže později zaniklého kostela svatého Josefa stojícího na úpatí Nakléřovské výšiny údajně pozoroval neúspěšný pokus o rozvinutí vojsk u Varvažova a 18. září 1813 odtáhl.
Ke stému výročí bitvy u Chlumce byla na vrcholu postavena 21 m vysoká rozhledna nazvaná k poctě panujícího císaře Franze Josefa I. Kaiserwarte. Po vzniku Československa a rozchodu se vším rakouským a habsburským byla v roce 1921 přejmenována Carl-Weis-Warte podle ústeckého zakladatele horského spolku. Kamenná rozhledna se 29. ledna 1944 v bouři zřítila a již nebyla obnovena. Její zbytky jsou v terénu stále dobře patrné.
Kostel neznámého zasvěcení stával na úpatí výšiny již v době předhusitské. V letech 1679-83 byl na jeho místě postaven kostel Svatého Josefa, který byl přestavěn v roce 1697. Stál až do 28. dubna 1975, kdy byl odstřelen z rozhodnutí ONV Ústí n. L. střelmistry z Výzkumného ústavu hnědého uhlí v Mostě. Na místě kostela měl být postaven obří pomník ke třicátému výročí Osvobození. Zdaleka viditelný pomník měl být podle některých zdrojů ve tvaru svítící rudé hvězdy připomínající příjezd Rudé armády. Po kostelu, po ohradní zdi obklopující hřbitov ani po hřbitovu samotném, se nezachovala v terénu žádná stopa.
Okolo kopce prochází dálnice D8, která se na úpatí stáčí k severozápadu, protíná úbočí tunelem Libouchec, překonává mostem Jílovský potok a pokračuje tunelem Panenská ke státní hranici se SRN.